# Katharina Baunach
Katharina Baunach   (Würzburg, 18 de gener de 1989) és una futbolista alemanya, que juga com a defensa. Ha tingut dues internacionalitats per la selecció Alemanya al 2009. Amb les categories inferiors va ser campiona a l'Eurocopa sub-19 (2007) i tercera al Mundial sub-20 (2008).
Juga a la Bundeslliga amb el Bayern Múnic, amb el qual l'ha guanyat dues vegades.

## Trajectòria
| Temporades   | Lliga                      | Club                       | P   | G  | Actualitzat |
| ------------ | -------------------------- | -------------------------- | --- | -- | ----------- |
|              | D3                         | SV 67 Weinberg             |     |    |             |
| 06/07 - act. | D1                         | Bayern de Múnic            | 128 | 15 | 19/11/2016  |
|              |                            |                            |     |    |             |
| 2004 - 2005  | Seleccions sub-15 i sub-17 | Seleccions sub-15 i sub-17 | 029 | 05 |             |
| 2006 - 2009  | Seleccions sub-19 i sub-23 | Seleccions sub-19 i sub-23 | 029 | 06 |             |
| 2009         | Selecció absoluta          | Selecció absoluta          | 02  | 0  | 19/11/2016  |

## Palmarès
| Títols — Seleccions nacionals |
| 1 Eurocopa sub-19             |
| Títols — Clubs                |
| 2 Lligues                     |
| 1 Copa                        |
| 1 Copa de la Lliga            |